# Christian Cantwell

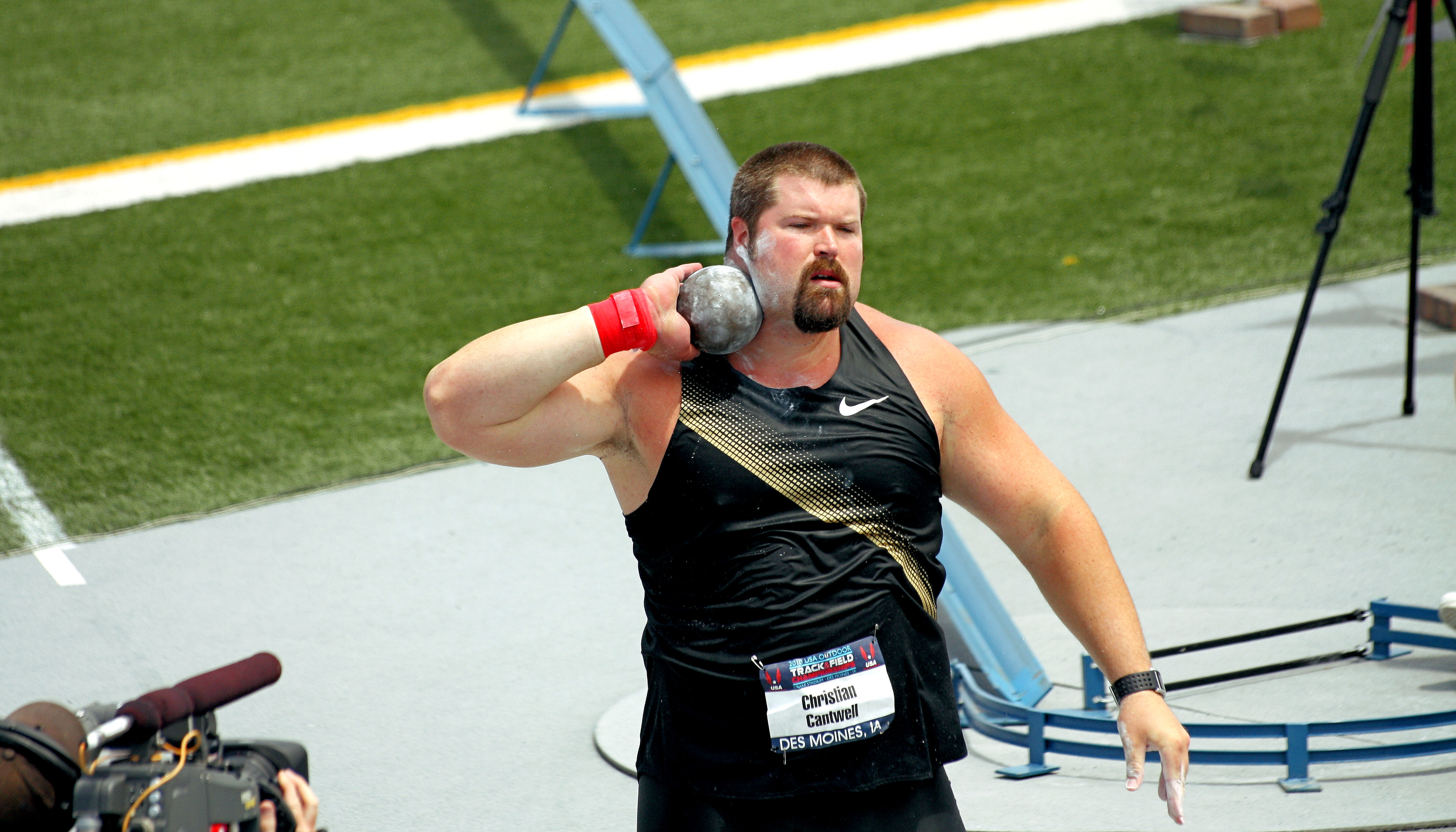
Christian Cantwell (2010)

Christian Cantwell (* 30. September 1980 in Jefferson City) ist ein US-amerikanischer Kugelstoßer. Er war 2009 Weltmeister und dreimal Hallenweltmeister.
Seit dem Jahr 2000, als er zum ersten Mal an den US-amerikanischen Trials für die Olympischen Spiele in Sydney teilnahm, versuchte er in die Weltspitze vorzustoßen. Ihm fehlte es in den ersten Jahren jedoch an Beständigkeit, um sich für große internationale Wettkämpfe zu qualifizieren, vor allem auch weil er in den USA mit John Godina und Adam Nelson große Konkurrenz hatte. 
2004 nahm er an den Hallenweltmeisterschaften in Budapest teil und gewann die Goldmedaille mit 21,49 m. Im Juni verbesserte Cantwell seine persönliche Bestweite auf 22,54 m. Im Juli wurde er jedoch bei den US-amerikanischen Meisterschaften mit einer Weite von 20,56 m nur Vierter und durfte nicht zu den Olympischen Spielen in Athen. 
2005 konnte er dann erstmals mit einer Weite von 21,64 m US-amerikanischer Meister werden und sich erstmals für die Weltmeisterschaften qualifizieren. Bei den Weltmeisterschaften in Helsinki gewann er die Qualifikation, in der sein großer Konkurrent John Godina verletzungsbedingt ausschied, doch im Endkampf konnte er die Qualifikationsweite erneut nicht bestätigen und wurde nur Fünfter. Es gewann sein Landsmann Adam Nelson. Bei den Hallenweltmeisterschaften 2006 erreichte er nicht den Endkampf.
2007 wurde Cantwell nach einer wiederum starken Saison nur Fünfter bei den US-Trials und verpasste die Qualifikation für die Weltmeisterschaften in Osaka. 2008 gewann er bei den Hallenweltmeisterschaften in Valencia mit 21,77 m seinen zweiten Titel. Bei den Olympischen Spielen in Peking übertraf er bei seinem letzten Versuch mit 21,09 m drei bis dahin vor ihm liegende Konkurrenten und sicherte sich die Silbermedaille.
Bei den Weltmeisterschaften 2009 in Berlin gewann er mit einer Weite von 22,03 m die Goldmedaille vor dem Polen Tomasz Majewski, dem er ein Jahr zuvor in Peking noch unterlegen war. 2010 wurde Cantwell in Doha zum dritten Mal Hallenweltmeister. Im folgenden Jahr verpasste er bei den Weltmeisterschaften mit vier Zentimeter Rückstand auf den Dritten knapp eine Medaille. Mit demselben Rückstand wurde er bei den Olympischen Spielen 2012 Vierter.
Die persönliche Bestleistung von Christian Cantwell liegt seit 2004 bei 22,54 m. Bei einer Körpergröße von 1,98 m beträgt sein Wettkampfgewicht 136 kg. Seit 2005 ist er mit der Kugelstoßerin Teri Steer verheiratet, mit der er ein Kind hat.